# USS Welles (DD-257)
Za druga plovila z istim imenom glejte USS Welles.
USS Welles (DD-257) je bil rušilec razreda Clemson v sestavi Vojne mornarice Združenih držav Amerike.
Rušilec je bil poimenovan po Gideonu Wellesu, sekretarju za vojno mornarico.

## Zgodovina
V sklopu sporazuma rušilci za baze je bila 9. septembra 1940 predana Kraljevi vojni mornarici, kjer so ladjo preimenovali v HMS Cameron (I05).